# Ebba de Faire
Ebba Kerstin Inga de Faire, född Setterblad Håkansson 16 oktober 1974, är en svensk konstvetare, curator och gallerist som är expert på modern och samtida konst. Hon har bland annat varit vd för Wetterling Gallery (1998–2009), chefsintendent på Fotografiska (2009–2010)  och intendent på Stockholms Auktionsverk (2013–2019). Hon är utbildad på Sotheby's Institute of Art i London och har en Master of contemporary art. Hon har tidigare ansvarat för utställningar med Shana Lutker (2006), Isca Greenfield-Sanders (2006), Estelle Thompson (2003), Angela de la Cruz (2003) och grupputställningen Mind the Gap (2002). Sedan 2020 driver hon curated by Ebba de Faire med utställningsverksamhet och konstrådgivning. Utställningar i urval är "En sista kvartett" (2021), "L'heure bleue" med Cecilia Edefalk och Eva Klasson, "Museum för det som sker vid sidan om" Sofie Josephson. 
Under 2020 påbörjade hon tillsammans med Joakim Ödlund arbetet med att återinrätta den då bortglömda konstnären Vera Frisén med en serie utställningar i Stockholm, Göteborg   och Umeå.
Hon har tre säsonger medverkat TV-programmet Kulturfrågan Kontrapunkt på SVT där hon tävlat tillsammans med lagmedlemmarna bibliotekarien Jenny Lindh och musikjournalisten Nicholas Ringskog Ferrada-Noli. 
de Faire är gift med Claes de Faire.